# Атанас Обретенов
Атанас Тихов Обретенов е деец на националноосвободителното движение, най-големият син на Баба Тонка. Завършва взаимно училище в Русе. Работи в русенския магазин на баща си, когато той е в Исакча (Румъния). Участва в пренасянето на оръжие, кореспонденция, съобщения и др. Спасява архива на Русенския революционен комитет. Умира през 1908 г. в Русе. Считан е за премълчаваният син на семейството, но е известен с прякорите Барбата, Иконома и Стар Иконом.
След издействането на пенсия за баба Тонка, наследниците ѝ Никола, Ангел, Петрана и Анастасия, с изключение на Атанас, подават молба до княз Батенберг да се спре преписката. Въпреки този отказ е дадена пенсия от тридесет лева на месец. С тях, до края на дните си, майка им купува учебници за бедните ученици.